# Barney og Venner
Barney og Venner (engelsk: Barney & Friends) er en amerikansk tv-serie rettet mod børn i alderen 2 til 5 år. Serien var lavet af Sheryl Leach af Dallas og består af 268 afsnit. Hovedrollen er Barney, en antropomorf lilla Tyrannosaurus rex, og sine dinosaurvenner. De har også besøg af kendte mennesker, både børn og voksne. Barney blev hurtigt populær, og havde efter en sæson omkring 5 millioner seere[kilde mangler], næsten lige så som rivalen Sesame Street.[kilde mangler]

## Franchise
Barney blev udgivet som en serie videoer i 1987, og blev fra 1992 til 2009 produceret og sendt af PBS. Bøger og legetøj fra serien er blevet lanceret og sælger godt.
Filmen blev kun dubbet på dansk og udkom i biograferne i 2001.